# علی لطفی (بازیکن فوتبال)
علی لطفی (عربی: علي لطفي؛ زادهٔ ۱۴ اکتبر ۱۹۸۹) یک ورزشکار اهل مصر است.
از باشگاه‌هایی که در آن بازی کرده‌است می‌توان به باشگاه ورزشی الاهلی مصر اشاره کرد.
وی همچنین در تیم ملی فوتبال مصر بازی کرده است.